# Bernd Greiner

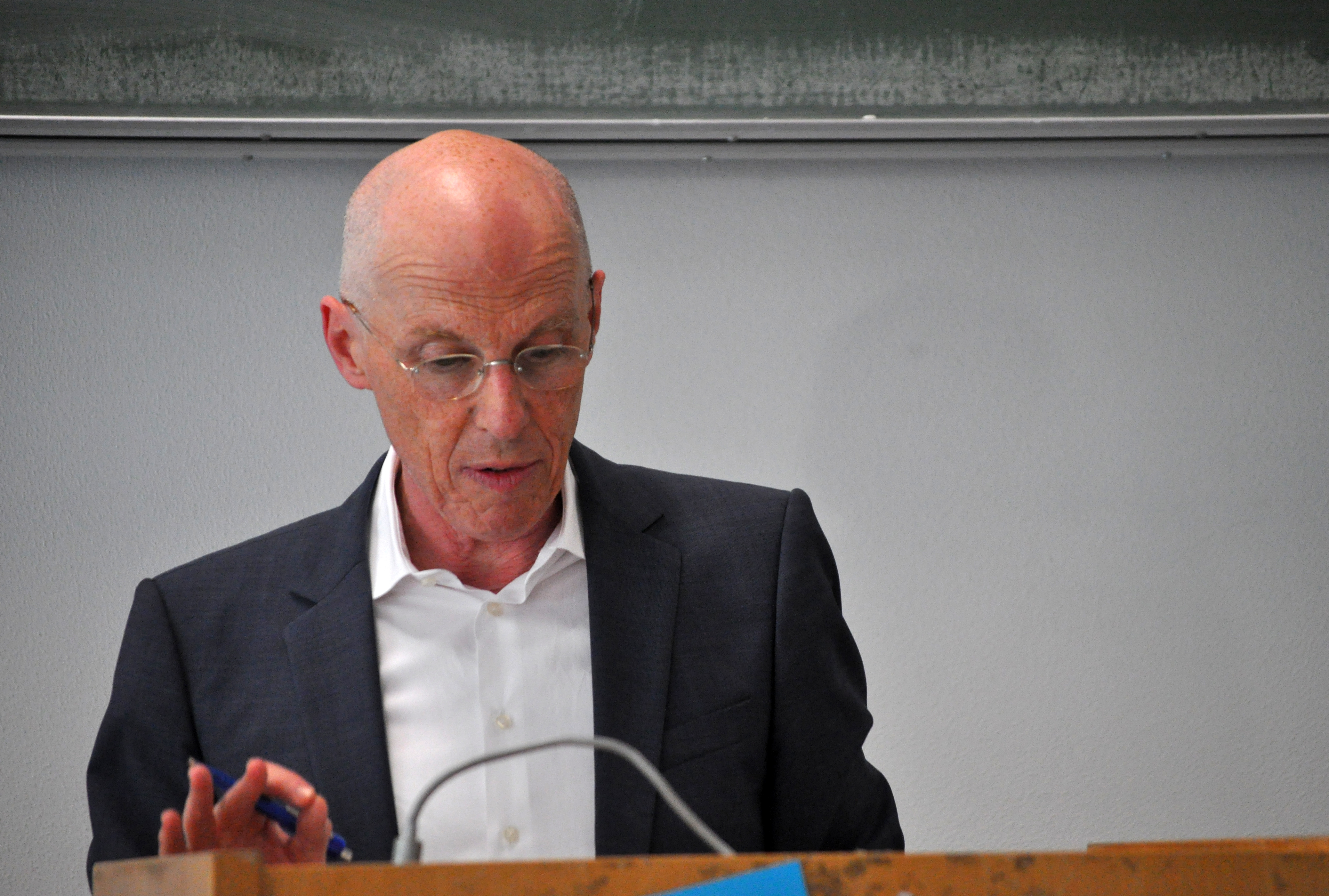
Bernd Greiner (2012)

Bernd Greiner (* 20. Juli 1952 in Pirmasens) ist ein deutscher Historiker, Politikwissenschaftler und Amerikanist.

## Leben und Werk
Nach dem Abitur am Leibniz-Gymnasium in Pirmasens im Mai 1971 studierte Greiner von 1971 bis 1978 Geschichte, wissenschaftliche Politik, Anglistik und Amerikanistik an der Philipps-Universität Marburg und an der Johann Wolfgang Goethe-Universität in Frankfurt am Main. Als Fulbright-Stipendiat verbrachte er 1973/74 ein Studienjahr am Millersville State College in Pennsylvania (USA). 1978 legte Greiner in Marburg mit einer von Frank Deppe betreuten Examensarbeit über Die ost- und entspannungspolitischen Konzeptionen der USA nach 1969 das Erste Staatsexamen ab. Im Oktober 1984 wurde er bei Deppe mit einer Arbeit über den National Security Council unter Harry S. Truman und Dwight D. Eisenhower promoviert. Im Jahr 1980 wurde Greiner in den Beirat des Instituts für Marxistische Studien und Forschungen berufen, dem Zentrum für Marxistische Friedensforschung (ZMF) gehörte er ab 1987 im wissenschaftlichen Kuratorium an.
In den 1980er Jahren war er als Lehrbeauftragter an den Universitäten Münster und Oldenburg sowie als wissenschaftlicher Mitarbeiter im Fachbereich Anglistik/Amerikanistik der Universität Oldenburg tätig. In der Redaktion der Zeitschrift Englisch-Amerikanische Studien arbeitete er von 1978 bis 1989 mit. Von 1986 bis 1989 war Greiner wissenschaftlicher Mitarbeiter bei der Hamburger Stiftung für Sozialgeschichte des 20. Jahrhunderts. Von Dezember 1989 bis Januar 2018 war er beim Hamburger Institut für Sozialforschung beschäftigt und leitete dort von 1994 bis 2013 den Arbeitsbereich „Theorie und Geschichte der Gewalt“. Er habilitierte sich 1997 am Historischen Seminar der Universität Hamburg mit einer Studie über die Morgenthau-Legende. Von 2004 bis 2018 lehrte er dort als Honorarprofessor für Neuere Geschichte/Zeitgeschichte.
Seine Studie Krieg ohne Fronten. Die USA in Vietnam wurde in mehrere Sprachen übersetzt und erhielt zahlreiche Auszeichnungen. Im Jahr 2009 wurde ihm dafür der „Willi Paul Adams Award“ der Organization of American Historians für das beste fremdsprachige Buch zur Geschichte der Vereinigten Staaten verliehen. Von März 2015 bis Januar 2018 leitete Greiner das Berliner Center for Cold War Studies. Das Kolleg ist ein gemeinsames Projekt des Hamburger Instituts für Sozialforschung, des Instituts für Zeitgeschichte München – Berlin, der Bundesstiftung zur Aufarbeitung der SED-Diktatur und der Humboldt-Universität zu Berlin.
Seine Arbeitsschwerpunkte sind die US-Geschichte des 20. Jahrhunderts unter besonderer Berücksichtigung des Kalten Krieges, die Beziehungen zwischen Militär und Zivilgesellschaft seit dem Jahr 1900, das deutsch-amerikanische Verhältnis, die deutschen Amerikabilder sowie die Theorie der Gewalt und internationaler Beziehungen im 20. Jahrhundert. Er veröffentlichte 2020 eine Biographie zu Henry Kissinger.
Bernd Greiner ist mit Bettina Greiner verheiratet, die das Willy-Brandt-Haus Lübeck leitet.

## Schriften (Auswahl)
Monographien
- Die ost- und entspannungspolitischen Konzeptionen der USA nach 1969 unter besonderer Berücksichtigung der Beziehungen zur UdSSR (Zugl.: Marburg, Univ., Examensarb., 1978).
- Amerikanische Außenpolitik von Truman bis heute. Grundsatzdebatten und Strategiediskussionen (= Kleine Bibliothek. Bd. 177). Pahl-Rugenstein, Köln 1980, ISBN 3-7609-0507-2.
- Die Kategorie Risikoniveau – Ein Paradigma zur Analyse amerikanischer Außen- und Militärpolitik während des Kalten Krieges. Dargestellt anhand neueren Quellenmaterials. (= Europäische Hochschulschriften. Reihe 31: Politik. Bd. 74). Lang, Frankfurt am Main u. a. 1985, ISBN  3-8204-8413-2 (Zugl.: Marburg, Univ., Diss., 1984).
- Politik am Rande des Abgrunds? Die Außen- und Militärpolitik der USA im Kalten Krieg (= Distel-Hefte. H. 9). Distel-Verlag, Heilbronn 1986, ISBN 3-923208-12-X.
- Kuba-Krise. 13 Tage im Oktober. Analyse, Dokumente, Zeitzeugen (= Schriften der Hamburger Stiftung für Sozialgeschichte des 20. Jahrhunderts. Bd. 7). Greno, Nördlingen 1988, ISBN 3-89190-956-X.
- Die Morgenthau-Legende. Zur Geschichte eines umstrittenen Plans. Hamburger Edition, Hamburg 1995, ISBN 3-930908-07-7 (Zugl.: Hamburg, Univ., Habil.-Schr., 1997).
- Krieg ohne Fronten. Die USA in Vietnam. Hamburger Edition, Hamburg 2007, ISBN 978-3-936096-80-4 (2. Auflage der durchgesehenen Neuausgabe. ebenda 2013, ISBN 978-3-86854-207-3).
- Die Kuba-Krise. Die Welt an der Schwelle zum Atomkrieg (= Beck’sche Reihe. Bd. 2486). Beck, München 2010, ISBN 978-3-406-58786-3 (2. Auflage ebenda 2015, ISBN 978-3-406-58786-3).
- 9/11. Der Tag, die Angst, die Folgen. Beck, München 2011, ISBN 978-3-406-61244-2 (Rezension).
- Henry Kissinger. Wächter des Imperiums. Eine Biografie. Beck, München 2020, ISBN 978-3-406-75566-8.
- Made in Washington. Was die USA seit 1945 in der Welt angerichtet haben. Beck, München 2021, ISBN 978-3-406-77744-8.

Herausgeberschaften
- mit Heinz Bude: Westbindungen. Amerika in der Bundesrepublik. Hamburger Edition, Hamburg 1999, ISBN 3-930908-50-6.
- mit Roger Chickering, Stig Förster: A World at Total War. Global Conflict and the Politics of Destruction, 1937–1945. Cambridge University Press, Cambridge 2005, ISBN 978-0-521155-13-7.
- mit Christian Th. Müller, Dierk Walter: Heiße Kriege im Kalten Krieg (= Studien zum Kalten Krieg. Bd. 1). Hamburger Edition, Hamburg 2006, ISBN 978-3-936096-61-3.
- mit Christian Th. Müller, Dierk Walter: Krisen im Kalten Krieg (= Studien zum Kalten Krieg. Bd. 2). Hamburger Edition, Hamburg 2008, ISBN 978-3-936096-95-8.
- mit Christian Th. Müller, Dierk Walter (Hrsg.): Angst im Kalten Krieg (= Studien zum Kalten Krieg. Bd. 3). Hamburger Edition, Hamburg 2009, ISBN 978-3-86854-213-4.
- mit Christian Th. Müller, Claudia Weber: Ökonomie im Kalten Krieg (= Studien zum Kalten Krieg. Bd. 4). Hamburger Edition, Hamburg 2010, ISBN 978-3-86854-225-7.
- mit Tim B. Müller, Claudia Weber: Macht und Geist im Kalten Krieg (= Studien zum Kalten Krieg. Bd. 5). Hamburger Edition, Hamburg 2011, ISBN 978-3-86854-237-0.
- mit Tim B. Müller, Klaas Voss: Erbe des Kalten Krieges (= Studien zum Kalten Krieg. Bd. 6). Hamburger Edition, Hamburg 2013, ISBN 978-3-86854-258-5.